# Women’s Premier Ice Hockey League 2000/01
Die Saison 2000/01 war die 19. Austragung der höchsten englischen Fraueneishockeyliga, der Women’s Premier Ice Hockey League. Die Ligadurchführung erfolgt durch die English Ice Hockey Association, den englischen Verband unter dem Dach des britischen Eishockeyverbandes Ice Hockey UK. Der Sieger erhielt den Chairman’s Cup. Nach einer sechsjährigen Siegesserie der Sunderland Scorpions holten die Frauen der Lightning den Titel nach Guildford.

## Modus
Zunächst spielten alle Mannschaften eine einfache Runde mit Hin- und Rückspiel. Die vier Besten erreichten das Halbfinale. Eine Relegation fand nicht statt. Es gab keinen Absteiger. Der Play-off-Sieger der Division I stieg direkt in die Premier Division auf.

## Hauptrunde
| Platz | Mannschaft               | Spiele | S  | U | N  | Tore  | Punkte |
| ----- | ------------------------ | ------ | -- | - | -- | ----- | ------ |
| 1.    | Sunderland Scorpions (M) | 14     | 11 | 1 | 2  | 56:19 | 23     |
| 2.    | Bracknell Queen Bees     | 14     | 9  | 1 | 4  | 43:32 | 19     |
| 3.    | Slough Phantoms          | 14     | 8  | 1 | 5  | 53:43 | 17     |
| 4.    | Guildford Lightning      | 14     | 7  | 2 | 5  | 42:32 | 16     |
| 5.    | Cardiff Comets (N)       | 14     | 6  | 0 | 8  | 48:55 | 12     |
| 6.    | Kingston Diamonds (N)    | 14     | 3  | 5 | 6  | 29:34 | 11     |
| 7.    | Nottingham Vipers        | 14     | 5  | 0 | 9  | 31:57 | 10     |
| 8.    | Swindon Topcats          | 14     | 2  | 0 | 12 | 30:60 | 4      |

## Final Four

### Halbfinale
| 26. Mai 2001 | Bracknell Queen Bees | 2:3 n. P. (1:2, 0:0, 1:0, 0:0) Spielbericht | Guildford Lightning | Hull |

| 26. Mai 2001 | Sunderland Scorpions | 2:5 (1:0, 1:3, 0:2) Spielbericht | Slough Phantoms | Hull |

### Spiel um den 3. Platz
| 27. Mai 2001 | Sunderland Scorpions | 1:3 (0:0, 1:2, 0:1) Spielbericht | Bracknell Queen Bees | Hull |

### Finale
| 27. Mai 2001 | Guildford Lightning | 1:0 (0:0, 0:0, 1:0) Spielbericht | Slough Phantoms | Hull |

## Division 1
Die Women’s National Ice Hockey League ist nach der Premier League die zweite Stufe der englischen Fraueneishockeyliga. In ihr ist die Division 1 die höchste Klasse. Sie ist in zwei regionale Gruppen gegliedert. In der Nordgruppe wurde eine Doppelrunde, in der Südgruppe eine Einfachrunde gespielt.
| North | North                  | North  | North | North  | North    | North | North  |
| ----- | ---------------------- | ------ | ----- | ------ | -------- | ----- | ------ |
| Platz | Mannschaft             | Spiele | Siege | Unent. | Niederl. | Tore  | Punkte |
| 1.    | Billingham Wildcats    | 16     | 15    | 0      | 1        | 93:19 | 30     |
| 2.    | Sheffield Shadows      | 16     | 11    | 2      | 3        | 71:38 | 24     |
| 3.    | Whitley Bay Squaws     | 16     | 3     | 4      | 9        | 40:78 | 10     |
| 4.    | Blackburn Thunder      | 16     | 4     | 1      | 11       | 43:62 | 9      |
| 5.    | Telford Wrekin Raiders | 16     | 2     | 3      | 11       | 34:84 | 7      |

| South                                                                 | South                      | South  | South | South  | South    | South | South  |
| --------------------------------------------------------------------- | -------------------------- | ------ | ----- | ------ | -------- | ----- | ------ |
| Platz                                                                 | Mannschaft                 | Spiele | Siege | Unent. | Niederl. | Tore  | Punkte |
| 1.                                                                    | Romford Nighthawks         | 151    | 15    | 0      | 0        | 80:16 | 30     |
| 2.                                                                    | Solihull Vixens            | 16     | 11    | 2      | 3        | 68:20 | 24     |
| 3.                                                                    | Basingstoke Bisons Ladies  | 16     | 11    | 1      | 4        | 78:40 | 23     |
| 4.                                                                    | Oxford City Midnight Stars | 16     | 6     | 1      | 9        | 26:47 | 13     |
| 5.                                                                    | Milton Keynes Falcons      | 16     | 5     | 2      | 9        | 37:60 | 12     |
| 6.                                                                    | Oxford University          | 151    | 4     | 3      | 8        | 31:46 | 11     |
| 7.                                                                    | Chelmsford Cobras          | 16     | 4     | 3      | 9        | 44:76 | 11     |
| 8.                                                                    | Invicta Dynamics           | 16     | 4     | 2      | 10       | 25:47 | 10     |
| 9.                                                                    | Streatham Storm            | 16     | 4     | 0      | 12       | 31:68 | 8      |
| 1 Ein Spiel zwischen den beiden Mannschaften wurde nicht ausgetragen. |                            |        |       |        |          |       |        |

Finalrunde
In einem Finalturnier wurde unter den jeweils beiden Besten der beiden Gruppen um den Sieg in der Division 1 gespielt. Die Spiele gingen über 3×15 Minuten. Der Sieger stieg in die Premier League auf.
| 26. Mai 2001 | Billingham Wildcats | 3:0 (2:0, 1:0, 0:0) Spielbericht | Solihull Vixens | Hull |

| 26. Mai 2001 | Romford Nighthawks | 2:3 (1:1, 1:0, 0:2) Spielbericht | Sheffield Shadows | Hull |

Spiel um Platz 3
| 27. Mai 2001 | Solihull Vixens | 1:0 (0:0, 0:0, 1:0) Spielbericht | Romford Nighthawks | Hull |

Finale
| 27. Mai 2001 | Billingham Wildcats | 4:2 (0:1, 1:0, 3:1) Spielbericht | Sheffield Shadows | Hull |